# Скупчення Дика Качка
Скупчення Дика Качка (англ. Wild duck cluster, також відоме як Мессьє 11 та NGC 6705) — розсіяне скупчення в сузір'ї Щита.

## Історія відкриття
Скупчення було відкрито німецьким астрономом Готфрідом Кірхом в 1681 у.
Шарль Мессьє включив його в свій каталог 1764 у.

## Цікаві характеристики
Скупчення Дика Качка є одним з найщільніших і найкомпактніших скупчень з відомих; містить близько 2900 зірок. Вік скупчення оцінюється в 220 мільйонів років.

## Спостереження

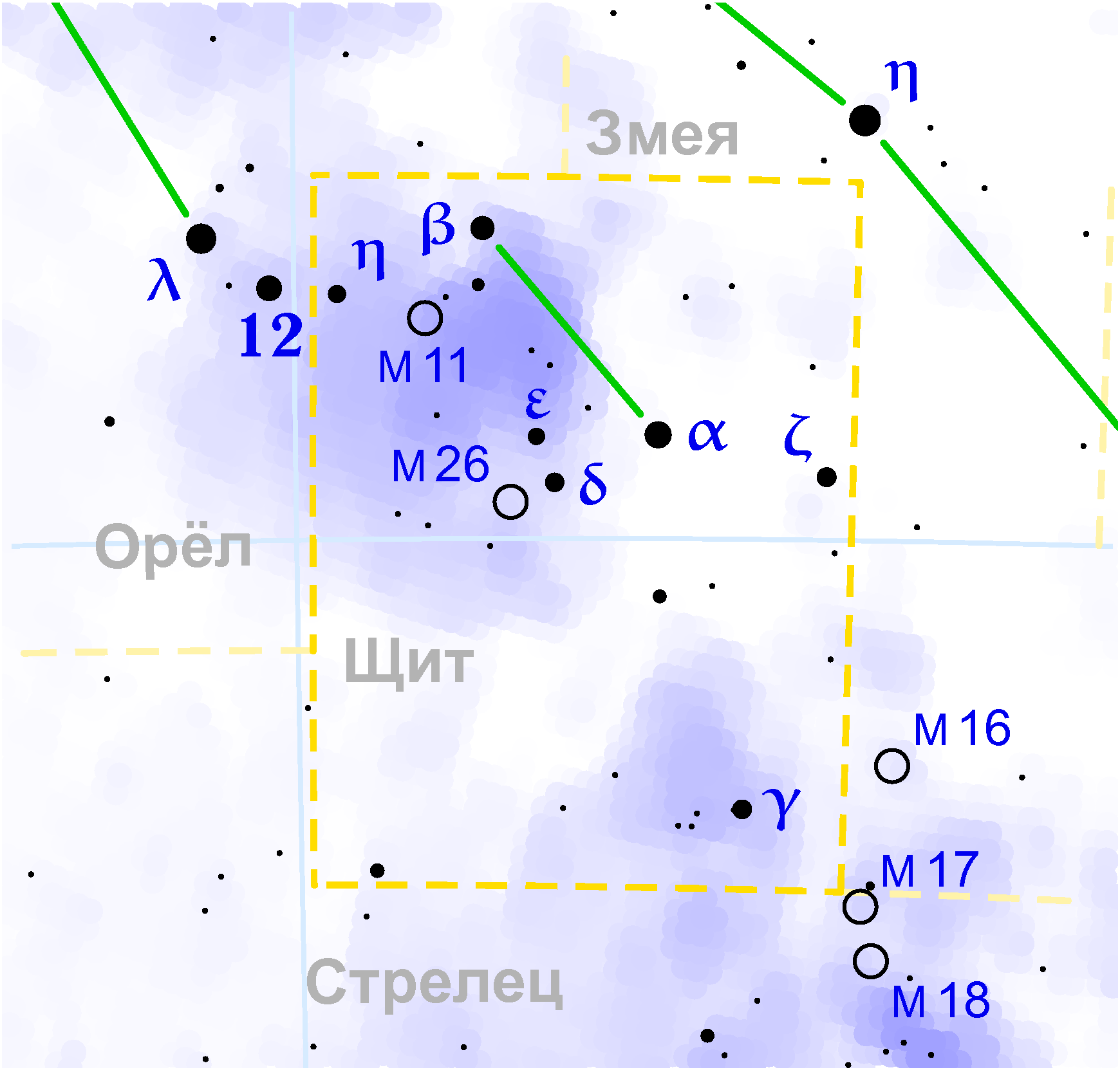
Скупчення Дика Качка в сузір'ї Щита

Це скупчення — найяскравіший об'єкт у Щиті, невеликому річному сузір'ї, що перебуває між Орлом і Змією. Все сузір'я — одна велика хмара зірок Чумацького Шляху, облямоване темними пиловими рукавами. Під хорошим ясним і незасвіченим небом М11 у вигляді туманної «зірочки» можна спробувати знайти і неозброєним оком — на півдорозі від λ Орла до α Щита. Добре помітно скупчення в бінокль. А в телескоп, навіть і з невеликою апертурою (100—127 мм), на північно-західній периферії скупчення стає видно темний силует качки з розправленими крилами, яка й дала назву об'єкту. У центральній частині цього скупчення зірки шикуються у правильно-прямокутному порядку. У скупченні дуже багато зір, і воно більше схоже на кулясте, ніж на розсіяне.

### Сусіди по небу з каталогу Мессьє
- M26 — (на південь) не дуже багате зірками розсіяне скупчення;
- M16 — (на південний захід, вже в Змії) розсіяне скупчення характерної форми, через яку воно названо «Орлом», занурене в невисокої яскравості туманність;
- M17 — (ще південніше, в Стрільці) яскрава туманність «Омега», яку також іноді називають «Качкою» або «Лебедем».

### Послідовність спостереження в «Марафоні Мессьє»
… М62 → М19 → М11 → М39 → М26 …

## Навігатори
Координати:  18г 51.1м 00с, +06° 16′ 00″